# Achillessehne
Die Achillessehne (lateinisch Tendo calcaneus, Tendo musculi tricipitis surae oder Tendo Achillis) ist die gemeinsame Endsehne des dreiköpfigen Wadenmuskels (Musculus triceps surae), bestehend aus dem zweiköpfigen Waden- (Musculus gastrocnemius) und dem Schollenmuskel (Musculus soleus), zur Ferse.

## Achillessehne beim Menschen

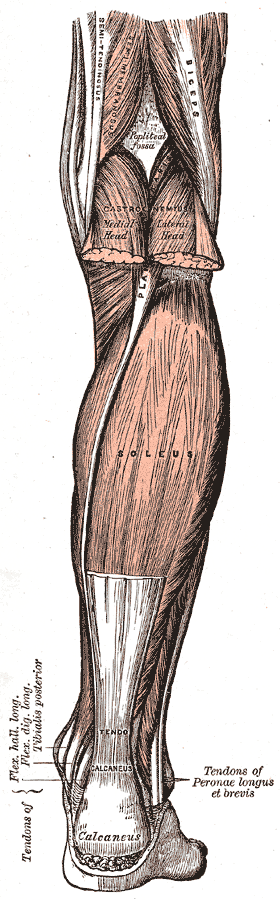
Achillessehne (Tendo calcaneus). Der Musculus gastrocnemius ist bis auf Ursprung und Ansatz entfernt, um den darunter liegenden Musculus soleus sichtbar zu machen.

Die Achillessehne ist die dickste und stärkste Sehne des Menschen. Sie ist am Fersenbein von der Bursa tendinis calcanei unterlagert und setzt ganz hinten oben auf dem Fersenbeinhöcker (Tuber calcanei) auf der gesamten Breite dieses Knochenvorsprungs an. Dann verläuft sie, etwas dünner werdend, gerade nach oben, hat ihre schmalste Stelle etwa 4 cm über dem Ursprung, um ab dort wieder kontinuierlich breiter zu werden. Die durchschnittliche Länge liegt bei 20–25 cm, wobei an der Vorderseite beinahe bis zum Ansatz Muskelfasern inserieren. Der mittlere Querschnitt liegt bei 80 mm².
Die Achillessehne überträgt die Kraft des Musculus triceps surae, der aus dem Musculus gastrocnemius (zwei Köpfe, entspringt beidseitig am Oberschenkelknochen in der Kniekehle) und dem Musculus soleus (ein Kopf, Ursprung an der Hinterseite der Tibia sowie hinten an Hals und Köpfchen der Fibula) besteht; am medialen Rand strahlt die Sehne des (wechselnd ausgebildeten) Musculus plantaris (Ursprung direkt oberhalb des äußeren Kopfes des Musculus gastrocnemius) ein. Damit ermöglicht die Achillessehne vor allem die kraftvolle Plantarflexion (Beugung des Fußes in Richtung der Fußsohle), aber auch die Inversion (Supination, Auswärtskantung) des Fußes.
Der Achillessehnenreflex (Plantarflexion des Fußes nach Schlag auf die leicht vorgestreckte Sehne) ist der Kennreflex für das Segment S1 (-S2).

## Veränderung der Achillessehne nach Belastung
Die Achillessehne besteht aus einem Gewebe, das schnell auf die mechanische Belastung auf der molekularen und zellulären Ebene reagiert. Anabole und/oder katabole Proteine können sich innerhalb von Stunden bei/nach der Belastung deutlich verändern und kehren innerhalb von 72 Stunden zum Ausgangswert zurück. Mit hochauflösenden dreidimensionalen Ultraschallbildern lassen sich die Auswirkungen von Belastungen auf die Achillessehne bestimmen. Als Folge einer Wettkampfbelastung im Australian Football zeigte sich, dass bei der Achillessehne ähnlich wie beim Muskel (Muskelkater) am 2. Tag nach der Belastung signifikante negative Veränderungen anzutreffen sind, die sich bis zum 4. Tag wieder normalisieren. In einer finnischen Studie zeigten sich dagegen keine signifikanten Veränderungen der mechanischen Eigenschaften nach einem Marathon bzw. Halbmarathon.
Bei Über- oder Fehlbelastung der Achillessehne kann es zu einem Schmerzsyndrom im Bereich der Achillessehne (Achillodynie) oder an ihrem Ansatz am Fersenbein (Achillessehnen-Entzündung) kommen. Auch kann ein Haglund-Syndrom auftreten.

## Achillessehnenriss
Die Achillessehne ist Belastungen von 60–100 N/mm² gewachsen, das entspricht bei 80 mm² Fläche einer Tragfähigkeit von bis zu 800 kg. Allerdings beträgt der Querschnitt der Sehne im Verhältnis zum Muskel nur circa 1:150, was die Verletzungsgefährdung, besonders im Bereich der Sehnentaille, erklärt.
Ein Riss der Achillessehne bei plötzlicher Anspannung des Musculus triceps surae tritt meist nur bei Vorschädigung durch Über- und Fehlbelastung ein. Die Sehne erfährt dabei immer wieder kleinere Verletzungen, die die Blutversorgung des Gewebes stören und so zur Degeneration der Festigkeit führen. Diese Veränderungen wirken sich am stärksten in einem Bereich 2–6 cm oberhalb des Ansatzes aus (sogenannte „Achillessehnentaille“), wo die Sehne am schlechtesten versorgt ist, und wo meistens auch der Riss erfolgt. Die Sehne reißt dann plötzlich mit einem lauten, peitschenknallähnlichen Geräusch. Die Plantarflexion ist danach nur noch sehr eingeschränkt möglich.
Prinzipiell kann bei einem Riss konservativ oder operativ vorgegangen werden. Bei jungen, sportlichen Menschen wird normalerweise eher eine operative Versorgung angestrebt, weil dabei einerseits eine sichere Annäherung der beiden Sehnenstümpfe gewährleistet ist und andererseits eine recht hohe Primärstabilität erreicht wird, was wiederum bei der weiteren Behandlung von großem Vorteil ist. Bei älteren Menschen oder Hautproblemen (Krampfadern, „Kortisonhaut“) kann durchaus auch ein konservatives Vorgehen gewählt werden. Hierbei sollte nach Möglichkeit mittels Ultraschall kontrolliert werden, ob sich die beiden Rissenden der Sehne bei Plantarflexion im Sprunggelenk annähern.

## Achillessehne bei Tieren
Bei den vierfüßigen Säugetieren strahlen weitere Muskeln (Musculus semitendinosus, Musculus biceps femoris, Musculus flexor digitorum pedis superficialis) in die Achillessehne ein, so dass der Sehnenstrang der Ferse der Tiere nicht der Achillessehne des Menschen gleichgesetzt werden kann. Man nennt ihn daher gemeinsamer Fersensehnenstrang (Tendo calcaneus communis). Unter seinem Ansatz liegt ein Schleimbeutel (Bursa subtendinea calcanea), dessen Anschwellung als Eiergalle bezeichnet wird. Auch zwischen Haut und Fersensehnenstrang ist ein Schleimbeutel (Bursa subcutanea calcanea) vorhanden, dessen Schwellung bezeichnet man als Piephacke.

## Historischer Ursprung des Namens
Die Namensgebung der Achillessehne ist in Anlehnung an die Sage von Achilles entstanden, einem Helden der griechischen Mythologie. Achilleus (dt. Achill oder Achilles, altgriechisch Ἀχιλλεύς) ist in der griechischen Mythologie der Sohn des Peleus und der Meeresnymphe Thetis. Als Sohn eines menschlichen Vaters und einer göttlichen Mutter war er sterblich. Thetis versuchte aber, ihn zumindest unverwundbar zu machen, und tauchte ihn in den Styx, den Fluss, der die Unterwelt von der Oberwelt trennt. Die Stelle an der Ferse, an der sie Achilleus mit der Hand hielt, blieb jedoch vom Wasser des Flusses unbenetzt, und wurde so zur einzigen verwundbaren Stelle (→ Achillesferse).